# Bjelogorci (gmina Pale)
Bjelogorci (cyr. Бјелогорци) – wieś w Bośni i Hercegowinie, w Republice Serbskiej, w mieście Sarajewo Wschodnie, w gminie Pale. W 2013 roku liczyła 88 mieszkańców.